# Marele Premiu al Belgiei din 2021
Marele Premiu al Belgiei din 2021 (cunoscut oficial ca Formula 1 Rolex Belgian Grand Prix 2021) a fost o cursă de Formula 1 care s-a desfășurat între 27 și 29 august 2021 pe Circuitul Spa-Francorchamps, Belgia. Cursa a fost cea de-a doisprezecea etapă a Campionatului Mondial de Formula 1 din 2021.
Rezultatele oficiale au fost declarate după ce un tur din cele 44 de tururi programate a fost finalizat din cauza condițiilor de ploaie - în spatele mașinii de siguranță înainte ca un steag roșu să pună capăt cursei. În prezent, deține recordul pentru a cea mai scurtă cursă din Campionatul Mondial de Formula 1 organizată vreodată, depășind recordul anterior deținut de Marele Premiu al Australiei din 1991, cu 14 tururi. Cursa a fost câștigată de Max Verstappen în fața lui George Russell și Lewis Hamilton. Jumătate din puncte au fost acordate piloților care au terminat în primele 10 poziții.

## Clasament

### Calificări
| Poz.                  | Nr. | Pilot              | Constructor               | Timpi calificări | Timpi calificări | Timpi calificări | Grila finală |
| Poz.                  | Nr. | Pilot              | Constructor               | Q1               | Q2               | Q3               | Grila finală |
| --------------------- | --- | ------------------ | ------------------------- | ---------------- | ---------------- | ---------------- | ------------ |
| 1                     | 33  | Max Verstappen     | Red Bull Racing-Honda     | 1:58,717         | 1:56,559         | 1:59,765         | 1            |
| 2                     | 63  | George Russell     | Williams-Mercedes         | 1:59,864         | 1:56,950         | 2:00,086         | 2            |
| 3                     | 44  | Lewis Hamilton     | Mercedes                  | 1:59,218         | 1:56,229         | 2:00,099         | 3            |
| 4                     | 3   | Daniel Ricciardo   | McLaren-Mercedes          | 2:01,583         | 1:57,127         | 2:00,864         | 4            |
| 5                     | 5   | Sebastian Vettel   | Aston Martin-Mercedes     | 2:00,175         | 1:56,814         | 2:00,935         | 5            |
| 6                     | 10  | Pierre Gasly       | AlphaTauri-Honda          | 2:00,387         | 1:56,440         | 2:01,164         | 6            |
| 7                     | 11  | Sergio Pérez       | Red Bull Racing-Honda     | 1:59,334         | 1:56,886         | 2:02,112         | 7            |
| 8                     | 77  | Valtteri Bottas    | Mercedes                  | 1:59,870         | 1:56,295         | 2:02,502         | 13           |
| 9                     | 31  | Esteban Ocon       | Alpine-Renault            | 2:01,824         | 1:57,354         | 2:03,513         | 8            |
| 10                    | 4   | Lando Norris       | McLaren-Mercedes          | 1:58,301         | 1:56,025         | Fără timp        | 15           |
| 11                    | 16  | Charles Leclerc    | Ferrari                   | 2:00,728         | 1:57,721         | N/A              | 9            |
| 12                    | 6   | Nicholas Latifi    | Williams-Mercedes         | 2:00,966         | 1:58,056         | N/A              | 10           |
| 13                    | 55  | Carlos Sainz Jr.   | Ferrari                   | 2:01,184         | 1:58,137         | N/A              | 11           |
| 14                    | 14  | Fernando Alonso    | Alpine-Renault            | 2:01,653         | 1:58,205         | N/A              | 12           |
| 15                    | 18  | Lance Stroll       | Aston Martin-Mercedes     | 2:01,597         | 1:58,231         | N/A              | 19           |
| 16                    | 99  | Antonio Giovinazzi | Alfa Romeo Racing-Ferrari | 2:02,306         | N/A              | N/A              | 14           |
| 17                    | 22  | Yuki Tsunoda       | AlphaTauri-Honda          | 2:02,413         | N/A              | N/A              | 16           |
| 18                    | 47  | Mick Schumacher    | Haas-Ferrari              | 2:03,973         | N/A              | N/A              | 17           |
| 19                    | 7   | Kimi Räikkönen     | Alfa Romeo Racing-Ferrari | 2:04,452         | N/A              | N/A              | PL           |
| 20                    | 9   | Nikita Mazepin     | Haas-Ferrari              | 2:04,939         | N/A              | N/A              | 18           |
| Regula 107%: 2:06,582 |     |                    |                           |                  |                  |                  |              |
| Sursa:                |     |                    |                           |                  |                  |                  |              |

Note
- ^1 – Valtteri Bottas și Lance Stroll au primit ambii penalizări de cinci locuri pe grila de start pentru provocarea coliziunilor în runda precedentă.[5][6]
- ^2 – Lando Norris a primit o penalizare de cinci locuri pe grila de start pentru o schimbare neprogramată a cutiei de viteze.[7]
- ^3 – Kimi Räikkönen a trebuit să înceapă cursa de la boxe pentru o schimbare a aripii din spate.[8]

### Cursa
| Poz.                                    | Nr. | Pilot              | Constructor               | Tururi | Timp/Retras | Puncte |
| --------------------------------------- | --- | ------------------ | ------------------------- | ------ | ----------- | ------ |
| 1                                       | 33  | Max Verstappen     | Red Bull Racing-Honda     | 1      | 3:27,071    | 12,5   |
| 2                                       | 63  | George Russell     | Williams-Mercedes         | 1      | +1,995      | 9      |
| 3                                       | 44  | Lewis Hamilton     | Mercedes                  | 1      | +2,601      | 7,5    |
| 4                                       | 3   | Daniel Ricciardo   | McLaren-Mercedes          | 1      | +4,496      | 6      |
| 5                                       | 5   | Sebastian Vettel   | Aston Martin-Mercedes     | 1      | +7,479      | 5      |
| 6                                       | 10  | Pierre Gasly       | AlphaTauri-Honda          | 1      | +10,177     | 4      |
| 7                                       | 31  | Esteban Ocon       | Alpine-Renault            | 1      | +11,579     | 3      |
| 8                                       | 16  | Charles Leclerc    | Ferrari                   | 1      | +12,608     | 2      |
| 9                                       | 6   | Nicholas Latifi    | Williams-Mercedes         | 1      | +15,484     | 1      |
| 10                                      | 55  | Carlos Sainz Jr.   | Ferrari                   | 1      | +16,166     | 0,5    |
| 11                                      | 14  | Fernando Alonso    | Alpine-Renault            | 1      | +20,590     |        |
| 12                                      | 77  | Valtteri Bottas    | Mercedes                  | 1      | +22,414     |        |
| 13                                      | 99  | Antonio Giovinazzi | Alfa Romeo Racing-Ferrari | 1      | +24,163     |        |
| 14                                      | 4   | Lando Norris       | McLaren-Mercedes          | 1      | +27,109     |        |
| 15                                      | 22  | Yuki Tsunoda       | AlphaTauri-Honda          | 1      | +28,329     |        |
| 16                                      | 47  | Mick Schumacher    | Haas-Ferrari              | 1      | +29,507     |        |
| 17                                      | 9   | Nikita Mazepin     | Haas-Ferrari              | 1      | +31,993     |        |
| 18                                      | 7   | Kimi Räikkönen     | Alfa Romeo Racing-Ferrari | 1      | +36,054     |        |
| 19                                      | 11  | Sergio Pérez       | Red Bull Racing-Honda     | 1      | +38,205     |        |
| 20                                      | 18  | Lance Stroll       | Aston Martin-Mercedes     | 1      | +44,108     |        |
| Cel mai rapid tur: Niciunul înregistrat |     |                    |                           |        |             |        |
| Sursa:                                  |     |                    |                           |        |             |        |

| Loc    | 1  | 2  | 3  | 4  | 5  | 6 | 7 | 8 | 9 | 10 | CMRT |
| Puncte | 25 | 18 | 15 | 12 | 10 | 8 | 6 | 4 | 2 | 1  | 1    |

Note
- ^1 – Jumătate de puncte au fost acordate, deoarece a fost parcursă mai puțin de 75% din distanța programată a cursei.[9]
- ^2 – Lance Stroll a terminat pe locul 18 pe circuit, dar a primit o penalizare de timp de 10 secunde după cursă pentru schimbarea aripii-spate în perioada steagului roșu.[9]

## Raport
Cursa a început aproximativ la ora 16:30, cu 30 de minute întârziere, după ce ploaia a afectat începutul cursei. Apoi, după două tururi în spatele mașinii de siguranță, cursa a fost oprită cu steag rosu. După peste trei ore de întârzieri, s-au mai parcurs două tururi sub mașina de siguranță, ceea ce a permis clasificarea rezultatelor. În timpul celui de-al treilea tur, cursa a fost suspendată din nou și în cele din urmă nu a mai fost reluată. Verstappen a fost declarat câștigătorul cursei, înaintea lui Russell pe locul 2, și Hamilton pe locul 3.

### Reacții după cursă și consecințe
Mass-media și piloții au criticat decizia directorului de curse, Michael Masi, de a ține două tururi sub mașina de siguranță în condiții încă de ploaie, numind cursa o „batjocură” și o încercare de a îndeplini cerințele pentru acordarea de puncte, și argumentând că punctele nu ar fi trebuit niciodată acordate, iar cursa să fi fost abandonată, cu Lewis Hamilton, deținător a șapte campionate mondiale, printre cei nemulțumiți de modul în care au decurs lucrurile în ziua cursei. Sebastian Vettel, Fernando Alonso și Alfa Romeo Racing au criticat decizia de a se acorda puncte, însă Daniel Ricciardo a apărat această hotărâre. Coechipierul de la McLaren al lui Ricciardo, Lando Norris, a fost lăsat în conflict de decizia FIA de a acorda puncte, deoarece acest lucru l-a avantajat pe colegul său, dar în cele din urmă a crezut că nu este o cursă „meritatoare de puncte”. Carlos Sainz Jr. și Lewis Hamilton au cerut restituirea banilor spectatorilor care au cumpărat bilete. Hamilton și-a declarat convingerea că Formula 1 a „făcut o alegere proastă” de a parcurge două tururi complete în spatele mașinii de siguranță înainte de a abandona cursa, susținând că acest lucru a fost făcut doar pentru a se asigura că Formula 1 își îndeplinește obligațiile comerciale.

## Clasamentele campionatelor după cursă
|           | Poz. | Pilot           | Puncte |
| --------- | ---- | --------------- | ------ |
| Unchanged | 1    | Lewis Hamilton  | 202,5  |
| Unchanged | 2    | Max Verstappen  | 199,5  |
| Unchanged | 3    | Lando Norris    | 113    |
| Unchanged | 4    | Valtteri Bottas | 108    |
| Unchanged | 5    | Sergio Pérez    | 104    |
| Sursa:    |      |                 |        |

|           | Poz. | Constructor           | Puncte |
| --------- | ---- | --------------------- | ------ |
| Unchanged | 1    | Mercedes              | 310,5  |
| Unchanged | 2    | Red Bull Racing-Honda | 303,5  |
| 1         | 3    | McLaren-Mercedes      | 169    |
| 1         | 4    | Ferrari               | 165,5  |
| Unchanged | 5    | Alpine-Renault        | 80     |
| Sursa:    |      |                       |        |

- Notă: Doar primele cinci locuri sunt prezentate în ambele clasamente.